# Landesjagdverband Bayern – Bayerischer Jagdverband
Der Landesjagdverband Bayern – Bayerischer Jagdverband (BJV) ist ein gemeinnütziger, eingetragener Verein und die von der obersten Jagdbehörde nach AVBayJG § 32 anerkannte Vereinigung der Jäger Bayerns. Der Freistaat Bayern erkennt diejenige Vereinigung als mitwirkungsberechtigt an, die die Mehrzahl der Jäger repräsentiert, d. h. mehr als die Hälfte der in Bayern wohnhaften Inhaber eines Jahresjagdscheins als Mitglieder hat. Der BJV wurde am 26. November 1949 gegründet und war zu seinem Austritt 2009 als bayerische Landesgruppe Mitglied des Deutschen Jagdverbands. Als nach § 63 Bundesnaturschutzgesetz staatlich anerkannter Naturschutzverband wirkt er bei Naturschutzangelegenheiten mit.

## Struktur
Die Zahl der Mitglieder im BJV steigt kontinuierlich. Im Jahr 2010 waren ca. 45.425 der insgesamt 48.000 bayerischen Jagdscheininhaber im BJV organisiert. Das entspricht einer Quote von fast 95 %. Nach Angaben des Verbandes waren es im Jahr 2020 ca. 70.000 Jagdscheininhaber und „knapp 50.000“ Mitglieder. Im Jahr 2022 stieg die Zahl der Jagdscheininhaber auf ca. 75.000. Davon sind „rund 50.000“, also ca. 67 %, Mitglied im BJV. Dieser Organisationsgrad liegt unter dem bundesweiten Durchschnitt von ca. 69 %.

Die einzelnen Jäger sind dabei Mitglied einer der 160 Kreisjägerschaften, Jagdvereine oder Kreisgruppen. Diese sind wiederum zum BJV zusammengeschlossen. Innerverbandlich gliedert sich der BJV zudem in Regierungsbezirksgruppen. Zu den Mitgliedsvereinen zählen außerdem der Bund Bayerischer Berufsjäger e.V., der Bund Bayerischer Jagdaufseher e.V., der Deutsche Falkenorden - Landesverband Bayern, der Bayerische Beizjägerverband – Landesverband Bayern, der Safari Club International Bavaria Chapter e.V. sowie der Deutsche Falknerbund e.V.

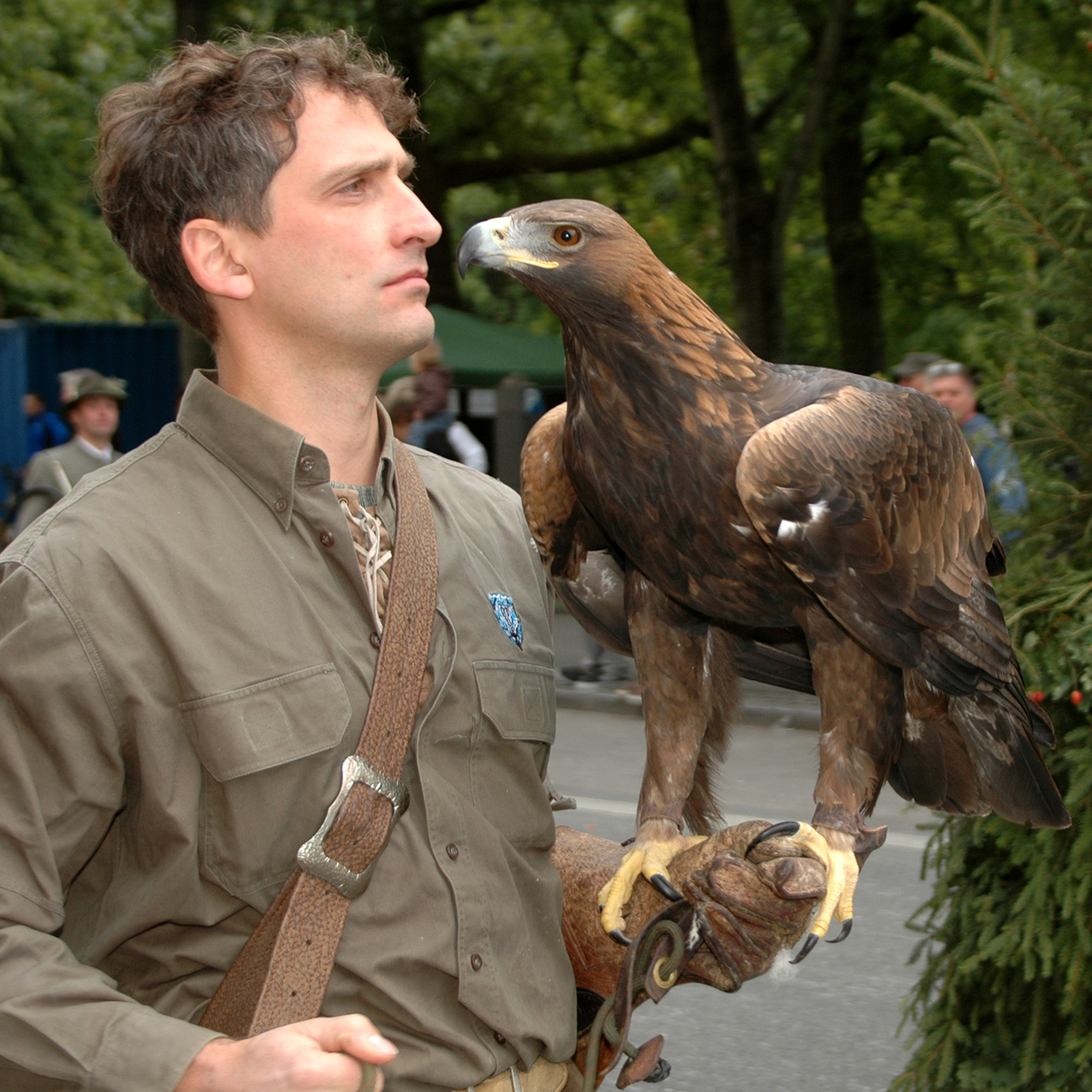
Falkner mit Steinadler und dem Logo des Bayerischen Jagdverbandes auf dem Hemd (2011)

Die Wildland-Stiftung Bayern, eine Organisation des Bayerischen Jagdverbandes, ist bundesweit die älteste Naturschutzorganisation in jagdlicher Hand. Die Wildland-Stiftung Bayern hat sich zum Ziel gesetzt, die Artenvielfalt mit naturnahen Lebensräumen für die Nachwelt zu sichern und setzt sich für den Erhalt der biologischen Vielfalt ein. Hierzu setzt die Wildland-Stiftung Bayern auf den Schutz, den Erhalt und die Neuschaffung vielfältiger und intakter Natur- und Kulturlandschaften, insbesondere durch Flächenankauf.
Der Bayerische Jagdverband unterhält eine Landesjagdschule mit drei Standorten, in Feldkirchen (Landkreis München) bei München, Wunsiedel und Amerdingen.
Außerdem unterhält der BJV eine eigene Service-GmbH, die 1999 gegründet wurde. Sie ist mit der Durchführung des wirtschaftlichen Geschäftsbetriebes des Bayerischen Jagdverbandes betraut.
Der BJV trat zum Jahresende 2009 aus dem Deutschen Jagdschutz-Verband (DJV) aus. Die BJV-Führung begründete dies mit dem nach ihrer Ansicht zu schwachen Widerstand des DJV gegen Verschärfungen im Waffen- und Fleischhygienerecht, die zu mehr Einschränkungen und Bürokratie für die einzelnen Jäger führten. Der DJV bedauerte den Austritt und verwies auf das eigene Entgegenkommen beim Wunsch des BJV nach einer Beitragssenkung. Der damalige BJV-Präsident Jürgen Vocke schloss einen Wiedereintritt in den DJV zu einem späteren Zeitpunkt nicht aus.

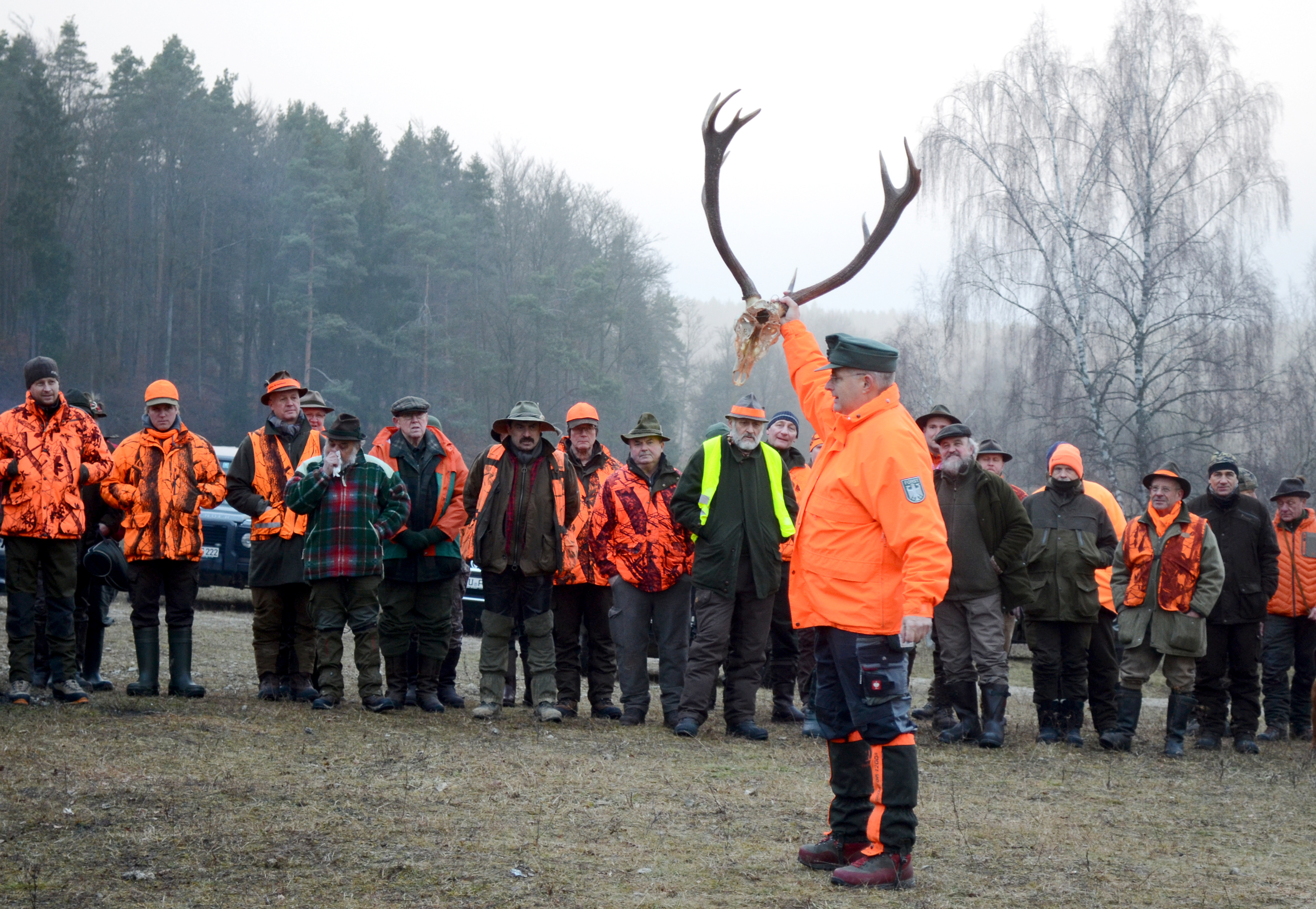
Jagdgesellschaft auf dem Truppenübungsplatz Hohenfels bei der Einweisung zur Hirschjagd (2017)

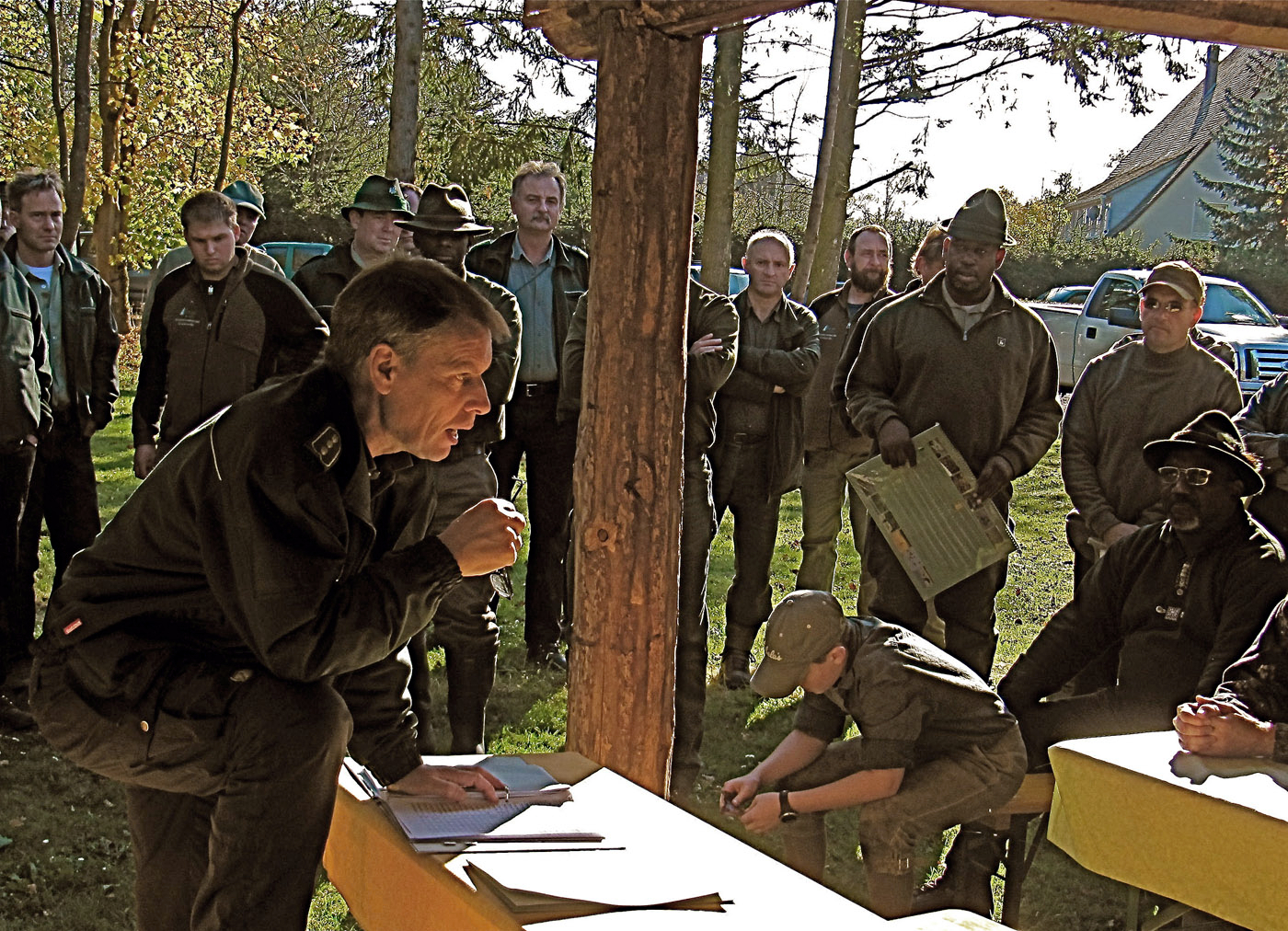
Förster bei der Einweisung zur Treibjagd auf dem Truppenübungsplatz Grafenwöhr (2010)

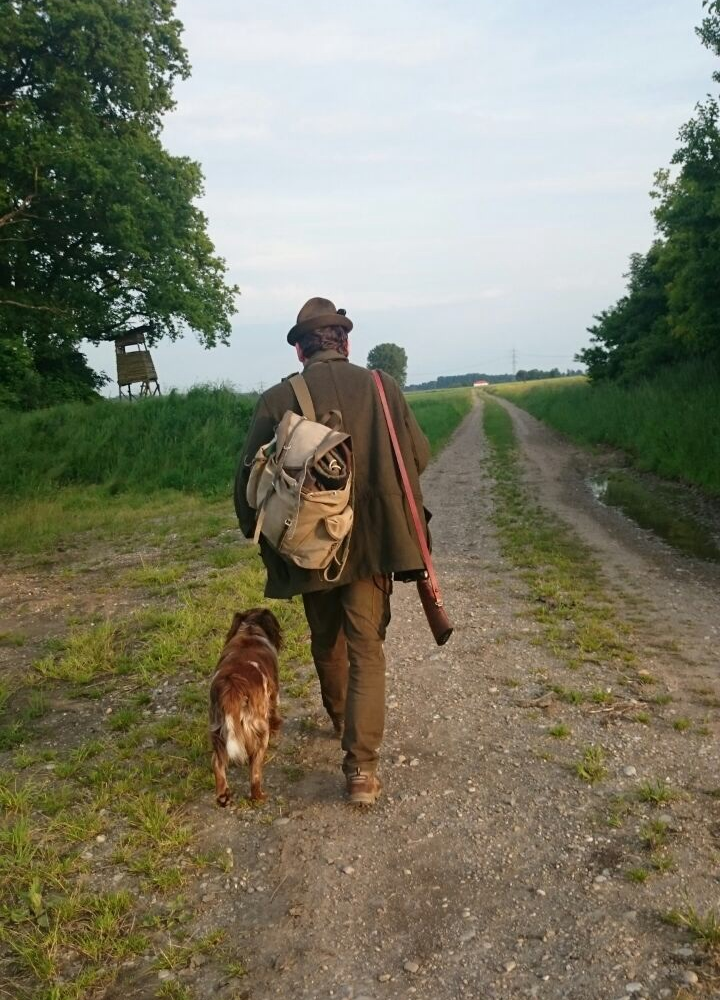
Jäger im Lechgrund auf dem Weg zum Hochsitz (2018)

## Aufgaben und Ziele
Ausweislich seiner Satzung sind die zentralen Aufgaben und Ziele: Natur-, Landschafts-, Arten- und Tierschutz, Mitwirkung bei Naturschutzangelegenheiten, Pflege und Förderung aller Zweige des Jagdwesens und jagdlichen Brauchtums, Öffentlichkeitsarbeit, praxisgerechte Aus- und Fortbildung von Jägern und anderen Naturschützern und die Ausbildung von Jagdhunden.
Der BJV ist Herausgeber der Zeitschrift „Jagd in Bayern“. Sie ist satzungsgemäß sowohl Mitteilungsblatt als auch Informationsblatt für andere Interessengruppen und die Öffentlichkeit u. a. über Fragen des Naturschutzes und des Jagdwesens.

## Präsidenten
| von - bis    | Präsident                              |
| ------------ | -------------------------------------- |
| 1949–1955    | Oskar Maria Kellner                    |
| 1955–1962    | Siegfried Fürst zu Castell-Rüdenhausen |
| 1962–1972    | Heinrich Schwabe                       |
| 1972–1994    | Gerhard Frank                          |
| 1994–2020    | Jürgen Vocke                           |
| 2020 - heute | Ernst Weidenbusch                      |

## Jagdstrecke
Laut Forstlichem Gutachten zur Situation der Waldverjüngung (Vegetationsgutachten) müssen in vielen Hegegemeinschaften Bayerns die Abschüsse für Rehwild seit Jahren erhöht oder sogar deutlich erhöht werden, damit sich der im Bayerischen Waldgesetz geforderte standortgemäße und möglichst naturnahe Zustand des Waldes entwickeln kann. Die in Bayern meistgejagten Wildtiere sind derzeit:
|                            | Jagdjahr 2018/19 | Jagdjahr 2019/20 | Diagramm amtliche Statistik |
| Rehe                       | 319.296          | 338.418          | 2013 - 2021                 |
| Wildschweine (Schwarzwild) | 65.455           | 114.844          | 1985 - 2021                 |
| Füchse                     | 104.353          | 106.569          | 1985 - 2021                 |
| Wildenten                  | 65.571           | 74.419           | 1985 - 2021                 |
| Feldhasen                  | 54.129           | 58.618           | 1985 - 2021                 |
| Dachse                     | 21.052           | 23.985           | 1985 - 2021                 |
| Fasane                     | 12.309           | 15.064           | 1985 - 2021                 |
| Rothirsche (Rotwild)       | 12.292           | 13.287           | 1985 - 2021                 |
| Wildgänse                  | 11.364           | 13.040           | 1985 - 2021                 |
| Steinmarder                | 11.607           | 12.335           |                             |
| Kaninchen                  | 3261             | 4810             |                             |
| Gämsen                     | 4217             | 4090             |                             |
| Baummarder                 | 1855             | 2267             |                             |
| Iltise und Wiesel          | 1453             | 1688             |                             |
| Rebhühner                  | 860              | 938              |                             |